# Episodi de La terra dei giganti (prima stagione)
| nº | Titolo originale                   | Titolo italiano                      | Prima TV USA      | Prima TV Italia |
| -- | ---------------------------------- | ------------------------------------ | ----------------- | --------------- |
| 1  | The Crash                          | Il Disastro                          | 22 settembre 1968 |                 |
| 2  | Ghost Town                         | La Città Fantasma                    | 29 settembre 1968 |                 |
| 3  | Framed                             | La Camera Oscura                     | 6 ottobre 1968    |                 |
| 4  | Underground                        | Sottosuolo                           | 20 ottobre 1968   |                 |
| 5  | Terror-Go-Round                    | La Giostra Della Paura               | 3 novembre 1968   |                 |
| 6  | The Flight Plan                    | Il Piano Di Volo                     | 10 novembre 1968  |                 |
| 7  | Manhunt                            | Caccia All’Uomo                      | 17 novembre 1968  |                 |
| 8  | The Trap                           | La Trappola                          | 24 novembre 1968  |                 |
| 9  | The Creed                          | La Fede                              | 1º dicembre 1968  |                 |
| 10 | Double-Cross                       | Doppio Incrocio                      | 8 dicembre 1968   |                 |
| 11 | The Weird World                    | Il Mondo Inquietante                 | 22 dicembre 1968  |                 |
| 12 | The Golden Cage                    | La Gabbia Dorata                     | 29 dicembre 1968  |                 |
| 13 | The Lost Ones                      | I Naufraghi                          | 5 gennaio 1969    |                 |
| 14 | Brainwash                          | Lavaggio Del Cervello                | 12 gennaio 1969   |                 |
| 15 | The Bounty Hunter                  | Il Cacciatore Di Taglie              | 19 gennaio 1969   |                 |
| 16 | On A Clear Night You Can See Earth | Nelle Notti Limpide Si Vede La Terra | 26 gennaio 1969   |                 |
| 17 | Deadly Lodestone                   | Mortale Lodestone                    | 2 febbraio 1969   |                 |
| 18 | The Night Of The Thrombeldinbar    | La Notte Di Thrombeldinbar           | 16 febbraio 1969  |                 |
| 19 | Seven Little Indians               | Sette Piccoli Indiani                | 23 febbraio 1969  |                 |
| 20 | Target: Earth                      | Obbiettivo: Terra                    | 2 marzo 1969      |                 |
| 21 | Genius At Work                     | Genio Al Lavoro                      | 9 marzo 1969      |                 |
| 22 | Return Of Inidu                    | Il Ritorno Di Inidu                  | 16 marzo 1969     |                 |
| 23 | Rescue                             | Soccorso                             | 23 marzo 1969     |                 |
| 24 | Sabotage                           | Sabotaggio                           | 30 marzo 1969     |                 |
| 25 | Shell Game                         | Gioco Pericoloso                     | 13 aprile 1969    |                 |
| 26 | The Chase                          | La Caccia                            | 20 aprile 1969    |                 |

## Il Disastro
- Titolo originale: The Crash
- Diretto da: Irwin Allen
- Scritto da: Irwin Allen

### Trama
12 giugno 1983. Colpito da quella che sembra una perturbazione atmosfera mentre si trova in volo tra Los Angeles e Londra il volo passeggeri perde il contatto con i radar a terra. Dopo alcuni tentativi a vuoto di comunicazione, il comandante ed il suo secondo tentano un atterraggio di emergenza. Una volta a terra, si accorgono però di trovarsi in grave pericolo, circondati da giganti. Approfittando della nebbia riescono a decollare nuovamente in una boscaglia. Durante una ricognizione nel circondario Steve e Valerie vengono catturati da un gigante scienziato che intende studiarli come cavie da laboratorio, e ci vorrà tutta l'astuzia e la determinazione degli altri per farli evadere.

## La Città Fantasma
- Titolo originale: Ghost Town
- Diretto da: Nathan Juran
- Scritto da: Anthony Wilson

### Trama
Alexander e Barry trovano un campo di forza elettromagnetico. Barry scompare e l'equipaggio si accorge dell'esistenza di una città a misura d'uomo ma completamente disabitata. La spiegazione è che si tratta di una città in miniatura. Una volta ritrovato Barry, vengono tenuti in cattività dal gigante che ha costruito la città e dalla sua terribile nipote. Dopo varie peripezie, Steve e Mark riescono a disattivare il campo e a portare tutti al sicuro.

## La camera oscura
- Titolo originale: Framed
- Diretto da: Harry Harris
- Scritto da: Mann Rubin

### Trama
I viaggiatori, mentre esplorano un parco pubblico, assistono a un omicidio, e riescono, usando la macchina fotografica dell'assassino, a scattare una fotografia che lo inchioda. Utilizzando la camera oscura proprio dell'assassino, sviluppano la fotografia e forniscono la prova alla polizia.

## Sottosuolo
- Titolo originale: Underground
- Diretto da: Sobey Martin
- Scritto da: Ellis St. Joseph

### Trama
Catturati da un gigante, i naufraghi per ottenere la libertà devono aiutarlo a distruggere una lettera compromettente in mano alla polizia. In seguito a diverse vicissitudini la missione riesce a prezzo della morte del gigante buono professor Gorak.

## La Giostra Della Paura
- Titolo originale: Terror-Go-Round
- Diretto da: Sobey Martin
- Scritto da: Charles Bennett

### Trama
Il gruppo di astronauti viene catturato da una compagnia di gitani che intende venderli nel vicino luna park. Ma improvvisando con i pochi mezzi a sua disposizione il capitano Steve costruisce un pallone aerostatico e riesce a portare tutti fuori pericolo.

## Il Piano Di Volo
- Titolo originale: The Flight Plan
- Diretto da: Harry Harris
- Scritto da: Peter Packer

### Trama
L'arrivo di un altro piccolo uomo che dice di chiamarsi Joe fa sperare agli astronauti di poter tornare sulla Terra, ma ben presto questo si rivela un doppiogiochista gigante che si è rimpicciolito con delle pasticche, per mettere le mani sulla nave spaziale. Tuttavia i sospetti di Peter e le remore dello stesso Joe, impediranno il compiersi del piano.

## Caccia All'Uomo
- Titolo originale: Manhunt
- Diretto da: Sobey Martin
- Scritto da: Jay Selby and Stan Silverman

### Trama
L'equipaggio si trova invischiato nella fuga di un detenuto evaso che, inseguito dagli agenti penitenziari, finisce nelle sabbie mobili trascinando con sé anche l'astronave. Il Capitano Steve riesce a salvare il malcapitato e a riportare al sicuro la navetta spaziale.

## La Trappola
- Titolo originale: The Trap
- Diretto da: Sobey Martin
- Scritto da: Anthony Wilson

### Trama
Nel bosco viene rinvenuta una sveglia appartenente a qualche gigante, dalla quale Don intende estrarre il Radio radioattivo ed utilizzarlo per rimettere in funzione l'astronave. Durante le operazioni di recupero Betty e Valerie finiscono nella rete di un cacciatore scienziato interessato alle tecnologie umane, e l'unico modo per liberarle è provocare un'esplosione nel campo dei giganti per distrarli. Il piano riesce grazie alla collaborazione di Fitzhugh, che dapprima riluttante, viene convinto da Barry a compiere un gesto altruista.

## La Fede
- Titolo originale: The Creed
- Diretto da: Sobey Martin
- Scritto da: R.P. McDonagh

### Trama
Barry viene improvvisamente colto da un attacco di appendicite. L'equipaggio cerca in ogni modo di alleviarne i dolori, ciononostante la febbre continua ad aumentare e ben presto appare evidente la necessità di un intervento chirurgico. Così i quattro uomini si recano all'ospedale dei giganti per procurarsi la dose di etere necessaria. Fitzhugh resta indietro e decide di tornare all'accampamento per confortare il ragazzo, mentre gli altri vengono scoperti dal chirurgo che si offre però di aiutarli, prima a fuggire dalla polizia e poi supervisionando alla buona riuscita dell'operazione eseguita da Steve.

## Doppio Incrocio
- Titolo originale: Double-Cross
- Diretto da: Harry Harrys
- Scritto da: Bob and Esther Mitchell

### Trama
Fitzhugh perde la memoria e si accorda con due giganti ladri per rubare un prezioso rubino conservato nel locale museo. Per fare ciò non si fa scrupolo di utilizzare anche il piccolo Barry. Ma i compagni non lo abbandonano e una volta riportato in sé, lo riconducono con loro all'accampamento.

## Il Mondo Inquietante
- Titolo originale: The Weird World
- Diretto da: Harry Harris
- Scritto da: Anthony Wilson

### Trama
Barry viene rapito da un piccolo uomo che vive solitario nella foresta, sfruttando le caverne sotterranee costruite dalle marmotte. Una volta rintracciati i due, Steve scopre che il selvaggio è in realtà un maggiore dell'aeronautica, ultimo sopravvissuto di un volo atterrato sul pianeta gigante anni prima. Organizzano così una spedizione nel tentativo di riprendere la sua astronave ora in mano ai giganti, ma questa risulta oramai smontata e inutilizzabile, così si danno alla fuga e in uno scontro con un ragno gigante, il maggiore eroicamente muore per salvare Barry.

## La Gabbia Dorata
- Titolo originale: The Golden Cage
- Diretto da: Sobey Martin
- Scritto da: Anthony Wilson

### Trama
Mark e Steve si imbattono in un vaso di vetro contenente una splendida ragazza. Steve, sospettando una trappola è dell'opinione di lasciare perdere, ma Mark ne è troppo affascinato e la libera, seguendola alla casa che i giganti le hanno costruito. Mark si rende conto che la ragazza non è niente più di un'esca quando gli offre in dono un rubino che è in realtà una microspia che servirà ai giganti per rintracciare l'accampamento. Raggiunti gli altri, legano la microspia alla zampa di un tacchino che era stato catturato da Fitzhugh in modo da depistare i giganti.

## I Naufraghi
- Titolo originale: The Lost Ones
- Diretto da: Harry Harris
- Scritto da: Bob and Esther Mitchell

### Trama
Vagando nella foresta e tenendo d'occhio dei giganti cacciatori che stanno sistemando delle trappole, gli astronauti si imbattono in un altro gruppetto di 4 piccoli uomini, ultimi sopravvissuti di un equipaggio schiantatosi sul pianeta gigante due anni prima. La coesistenza con questi, specie per la diffidenza del loro capo Nick, non è facile, ma unendo le forze riescono a liberare alcuni di loro caduti nelle grinfie di un gigante, per poi riprendere, ognuno dei due gruppi, la propria strada.

## Lavaggio Del Cervello
- Titolo originale: Brainwash
- Diretto da: Harry Harrys
- Scritto da: William Welch

### Trama
In città in cerca di qualcosa di utile per i lavori di riparazione della navetta spaziale, Steve e Fitzhugh scoprono una stazione di trasmissione radio sotterranea evidentemente costruita da qualche altro naufrago in precedenza. Cercano così di riattivare il segnale e di mettersi in contatto con la Terra, ma proprio quando il contatto sembra stabilito, l'arrivo di due giganti, che ne hanno intercettato la trasmissione radio, muniti di una speciale arma a base di schiuma della verità, ne provocano la fuga e la successiva distruzione degli apparecchi radio. Tuttavia, tutti i piccoli uomini si mettono in salvo.

## Il Cacciatore Di Taglie
- Titolo originale: The Bounty Hunter
- Diretto da: Harry Harris
- Scritto da: Anthony Wilson

### Trama
La polizia del pianeta dei giganti dirama dei volantini con cui si promette una taglia alla consegna dei piccoli uomini. Questo diffonde il terrore tra i naufraghi di una prossima caccia da parte dei bounty killer. Riescono così a rubare una pistola a un campeggiatore e a ferirlo nel tentativo di impedirgli di scoprire l'astronave. Rischiando però, quest'ultimo, di morire dissanguato gli fasciano la ferita e il gigante riconoscente spedisce la polizia su una falsa pista.

## Nelle Notti Limpide Si Vede La Terra
- Titolo originale: On A Clear Night You Can See Earth
- Diretto da: Sobey Martin
- Scritto da: Anthony Wilson

### Trama
Stavolta il gruppo di naufraghi spaziali è impegnato nel tentativo di distruggere il laboratorio di uno scienziato gigante che ha inventato un terribile visore notturno che, qualora distribuito alla polizia, significherebbe la quasi certa scoperta del loro accampamento e dell'astronave. Grazie all'astuzia congiunta del capitano Steve e dell'ingegnere Mark, riescono a chiudere il gigante nel suo laboratorio, facendolo saltare in aria con le sue pericolose invenzioni.

## Mortale Lodestone
- Titolo originale: Deadly Lodestone
- Diretto da: Harry Harris
- Scritto da: William L. Stuart

### Trama
Steve e Mark vengono a sapere di un nuovo strumento dell'ispettore Kobick volto alla cattura dei piccoli uomini: si tratta di un rilevatore di inella metal, un metallo terrestre sconosciuto nella terra dei giganti, e quindi potenzialmente in grado di localizzare gli umani. Vengono così sotterrati tutti gli oggetti di tale lega, ma purtroppo Dan ha, in seguito ad una pregressa frattura, un perno di inella nella gamba, ed è così costretto ad allontanarsi dall'accampamento, mentre gli altri contattano il dottor Brule che già in passato li ha aiutati. L'intervento viene eseguito da una collaboratrice del dottore, l'infermiera Helg, che rimuove il perno e rende inutile il rilevatore di Kobick.

## La Notte Di Thrombeldinbar
- Titolo originale: The Night Of The Thrombeldinbar
- Diretto da: Sobey Martin
- Scritto da: Bob and Esther Mitchell

### Trama
Fitzhugh viene scambiato da due bambini di un orfanotrofio per Thrombeldinbar, una specie di folletto che un giorno all'anno si manifesta ai giganti ed esaudisce i loro desideri. Il problema è che la cerimonia di liberazione del folletto prevede la sua cremazione, per permettere di liberare il suo spirito. Tra alterne vicende, Steve ed il direttore dell'orfanotrofio riusciranno a salvare Fitzhugh ed a liberare i bambini nel frattempo imprigionati da un suonatore di organetto.

## Sette Piccoli Indiani
- Titolo originale: Seven Little Indians
- Diretto da: Harry Harris
- Scritto da: Bob and Wanda Duncan

### Trama
L'ispettore Kobick riesce a catturare il piccolo Cipper, il cane di Barry e decide di esporlo nel vicino zoo, in modo da utilizzarlo come esca. Infatti l'azione scoordinata di alcuni membri dell'equipaggio ne determina la loro cattura, ma prendendosi gioco dell'ambizioso guardiano dello zoo, il capitano Steve riesce a provocare un corto circuito nelle prigioni, riuscendo a fuggire con tutti i membri dell'equipaggio.

## Obbiettivo: Terra
- Titolo originale: Target: Earth
- Diretto da: Sobey Martin
- Scritto da: Arthur Weiss

### Trama
In fuga dalla caccia dell'ispettore Kobick, Mark e Dan finiscono prigionieri di un macchinario sperimentale, e prima di liberarsi scoprono che gli scienziati sono alla ricerca di un sistema di propulsione per il lancio della prima astronave del pianeta volto alla perlustrazione della Terra. Mark si propone di aiutare gli scienziati in cambio di un passaggio sull'astronave, ma Steve teme una trappola, ed infatti il dipartimento della difesa non intende mantenere la promessa e sarà proprio l'intervento di Steve a trarre in salvo Mark ed a distruggere il laboratorio dei giganti.

## Genio Al Lavoro
- Titolo originale: Genius At Work
- Diretto da: Sobey Martin
- Scritto da: Bob and Esther Mitchell

### Trama
Fitzhugh e Barry fanno la conoscenza del giovane gigante Jodar, uno studente talentuoso dell'università che dice di aver inventato una sostanza in grado di provocare la crescita rapida degli organismi viventi. Accidentalmente Cipper ingoia una parte della sostanza ed in breve diviene un cane gigante, così anche Fitzhugh la ingerisce e diventa gigante, voltando le spalle agli altri e recandosi in città dove però viene arrestato a causa di uno scambio di persona. Per aiutarlo Steve assume anch'esso la sostanza e si spaccia per un illustre avvocato, ma Kobick non crede alla sua storia, e lo rinchiude. Soltanto grazie all'antidoto di Jodar i due riescono a riacquistare le loro normali dimensioni così da fuggire per il tubo di scarico del carcere.

## Il Ritorno Di Inidu
- Titolo originale: Return Of Inidu
- Diretto da: Sobey Martin
- Scritto da: Bob and Esther Mitchell

### Trama
Durante una notte fredda e tempestosa gli astronauti trovano riparo in una casa che sembra abbandonata. Qui invece scoprono che vi abita un prestigiatore, Inidu, costretto a nascondersi poiché ricercato dalla polizia dopo che un suo esperimento portò alla morte di un uomo. Durante l'episodio si scopre che il responsabile dell'omicidio era invece il suo vecchio assistente, e, con l'aiuto di Mark e compagni, riesce a smascherarlo ed a consegnarlo alla polizia.

## Soccorso
- Titolo originale: Rescue
- Diretto da: Harry Harrys
- Scritto da: Bob and Esther Mitchell

### Trama
Catturati dal tremendo ispettore Kobick, Steve e Dan vengono impiegati in un'operazione di recupero di due bambini caduti tragicamente in un pozzo in disuso. Con l'aiuto di Fitzhugh e di Mark liberano un condotto di collegamento laterale ostruito e li conducono in salvo tra le braccia dei genitori che si sdebitano con loro facendoli fuggire.

## Sabotaggio
- Titolo originale: Sabotage
- Diretto da: Harry Harris
- Scritto da: Bob and Esther Mitchell

### Trama
Mark e Dan vengono catturati dal capo dei servizi segreti Bolgar che intende sottoporli al siero della verità, ma Dan riesce a fuggire ed a chiedere aiuto a Steve. Con Mark impossibilitato a fuggire a causa di un incidente alla spalla, i due chiedono il soccorso del Senatore Obek che già in altre occasioni si era dimostrato loro amico sincero, e riescono a farlo evadere Durante la detenzione vengono a sapere di un piano di Bolgar e del suo scagnozzo Zarkin per sabotare un ponte, facendo ricadere la colpa sui piccoli uomini, ma Steve riesce a registrare su nastro la confessione di Zarkin, che una volta consegnata al Senatore Obek, svela la macchinazione dei servizi segreti.

## Gioco Pericoloso
- Titolo originale: Shell Game
- Diretto da: Harry Harris
- Scritto da: William Welch

### Trama
In questo episodio gli astronauti, a causa della solita avidità di Fitzhugh che si reca al porto per razziare del pesce fresco, finiscono catturati da un gigante bambino sordomuto. In cambio dell'invenzione di un apparecchio audio che permette al bambino di sentire, tuttavia riescono a tornare in libertà, con la promessa che nessuno svelerà il luogo del loro accampamento.

## La Caccia
- Titolo originale: The Chase
- Diretto da: Sobey Martin
- Scritto da: William Welch

### Trama
Gli astronauti si trovano invischiati nello scontro tra un'organizzazione di ribelli ed il governo dei Giganti. Kobick cattura Fitzhugh e le ragazze e chiede a Steve, in cambio della libertà dei tre, la sua collaborazione per sgominare i rivoltosi. Steve però non si fida di Kobick e collabora con i ribelli, ottenendo il loro aiuto per la liberazione dei prigionieri e distruggendo i pericolosi dossier della polizia segreta sulle attività eversive.